# Pratt & Whitney R-2000 Twin Wasp
Pratt & Whitney R-2000 Twin Wasp je hvězdicový motor vyvinutý v USA v roce 1942 pro vojenské letouny. Byl to další ze série Pratt & Whitney Wasp.
Šlo o zvětšenou verzi motoru Pratt & Whitney R-1830 Twin Wasp s ohledem na nižší výrobní náklady a nároky na palivo. Vrtání bylo zvětšeno na 5,75 palců, zatímco zdvih zůstal 5,5 palce.

## Technické údaje motoru R-2000-3
- Typ: vzduchem chlazený čtyřdobý zážehový dvouhvězdicový letecký motor, čtrnáctiválec s reduktorem, přeplňovaný odstředivým kompresorem
- Vzletový výkon: 1 350 hp při 2 700 ot/min (1006,69 kW)
- Vrtání: 146,05 mm
- Zdvih: 139,7 mm
- Zdvihový objem: 32,765 litru
- Kompresní poměr: 6,5:1
- Průměr motoru: 1 257,3 mm
- Hmotnost suchého motoru: 712,14 kg
- Palivo: letecký benzín 100/130 Grade
- Poměr hmotnosti ku výkonu: 1,162 lb/hp (0,707 kg/kW)